# Okružná
Okružná és un poble i municipi d'Eslovàquia. Es troba a la regió de Prešov, al nord del país.

## Història
La primera referència escrita de la vila data del 1359.

## Demografia
| Godina             | 1994 | 2004    | 2014   | 2024    |
| ------------------ | ---- | ------- | ------ | ------- |
| Nombre de persones | 390  | 443     | 479    | 541     |
| Diferència         |      | +13,58% | +8,12% | +12,94% |

| Godina             | 2023 | 2024   |
| ------------------ | ---- | ------ |
| Nombre de persones | 530  | 541    |
| Diferència         |      | +2,07% |